# Pușelești
Pușelești falu Romániában, Erdélyben, Fehér megyében.

## Fekvése
Vidrișoara közelében fekvő település.

## Története
Puşeleşti korábban Vidrișoara része volt, 1956 körül vált külön településsé 58 lakossal.
1966-ban 41 1977-ben 32, 1992-ben 21, 2002-ben pedig 15 román lakosa volt.